# Dekanat Ryki
Dekanat Ryki – jeden z 25 dekanatów w rzymskokatolickiej diecezji siedleckiej.

## Parafie
W skład dekanatu wchodzi 13 parafii.
- parafia Nawiedzenia NMP – Bobrowniki
- parafia św. Sebastiana – Brzeziny
- parafia Chrystusa Miłosiernego – Dęblin
- parafia św. Piusa V – Dęblin
- parafia św. Jana Chrzciciela – Kłoczew
- parafia Wniebowzięcia Matki Bożej – Leopoldów
- parafia św. Wojciecha – Nowodwór
- parafia św. Jakuba Apostoła – Piotrowice
- parafia Najświętszego Zbawiciela – Ryki
- parafia Podwyższenia Krzyża Świętego – Sobieszyn
- parafia św. Maksymiliana Kolbego – Stary Bazanów
- parafia św. Marcina – Stężyca
- parafia Wniebowzięcia NMP – Żabianka

Według danych zgromadzonych przez Kurię Diecezji Siedleckiej dekanat liczy 43332 wiernych.

## Sąsiednie dekanaty
Adamów, Czarnolas (diec. radomska), Kozienice (diec. radomska), Łaskarzew, Michów (archidiec. lubelska), Puławy (archidiec. lubelska), Żelechów